# Корнєв Федір Минович
Корнєв Федір Минович (1912—1993) — радянський, український кінооператор. Нагороджений медалями.
Народився 21 лютого 1912 р. у м. Єлисаветград. Закінчив операторський факультет Київського інституту кінематографії (1934).
Працював на Київській студії художніх фільмів (1934—1939), де зняв кінокартини: «Наталка Полтавка» (1936, у співавт. з Г. Химченком) та «Українські пісні на екрані» (1936. «Пісня про пана Лебеденка»).
Учасник Другої Світової війни.
З 1944 р. працював на студії «Київнаукфільм». Зняв науково-популярні стрічки: «Паша Черненко», «Соціалістичний комбайн» (1937), «МТС» (1938), «Ліси водоохоронної зони», «Полезахисні степові смуги» (1940), «Діспетчерська централізація» (1941), «Вогонь знищує все», «Пам'ятай про небезпеку» (1945), «На фермі великої рогатої худоби» (1946), «Академік Патон» (1947), «Овочі на Україні» (1948), «Здорова дитина — щастя батьків», «Не забувайте про це», «Тростянець», «Ставки і водоймища» (1949), «Діти — друзі птахів» (1950), «Панельно-збірне будівництво», «Нові конструкції у будівництві», «Азбошифер» (1951), «Плавання та переправи вплав» (1952), «Помилка Наташі Никітіної», «Твій обов'язок», «Винний Дима Єгоров» (1953), «Пам'ятники культури Київської Русі», «Фарфор, фаянс на Україні», «Коксохімічне виробництво» (1954), «Піклування про здоров'я дітей на селі», «Про них турбуються», «Сільські ясла» (1955), «Чорноморське узбережжя Кавказа», «Нові форми осблуговування», «Гігієна здоров'я» (1956), «Птахівництво» (1957), «Коли ми безтурботні», «Ранкова гімнастика молодшого шкільного віку», «Ранкова гімнастика середнього шкільного віку» (1958), «Капрон замість сталі», «Азбесто-смоляні клітки» (1959), «Чудеса спритності», «Амвросій Бучма» (1960), «Кінопересувка „Школяр“» (1961), «Никит-ський ботанічний сад» (1962), «Механізація малярних робіт» (1963), «Для вас, зварюваль-ники» (1964), «Електрошлаковий переплав» (1965), «Матеріали для фарбувальних робіт» (1966).
Був членом Спілки кінематографістів України. Помер 31 березня 1993 р. в Києві. 